# Železniško postajališče Dutovlje
Železniško postajališče Dutovlje je eno izmed železniških postajališč v Sloveniji, ki oskrbuje bližnji naselji Dutovlje in Skopo, med katerima se nahaja.
Železniški mejni prehod za tovorne vlake proti Repentaboru ima interno oznako 311.